# Drago Perko
Drago Perko, slovenski geograf, * 2. april 1961, Kranj.
Perko je v Kranju med letoma 1968 in 1976 obiskoval Osnovno šolo Staneta Žagarja, nato pa se je vpisal na gimnazijo, ki jo je končal leta 1980. Leta 1985 je diplomiral na oddelku za geografijo Filozofski fakulteti v Ljubljani. Magisterij je dokončal leta 1989, nato pa leta 1993 doktoriral z doktorsko disertacijo Zveze med reliefom in gibanjem prebivalstva 1880-1981.
Perko je od leta 1986 zaposlen na Geografskem inštitutu Antona Melika, med leti 1994 in 2018 pa je bil tudi njegov predstojnik.
Po upokojitvi 2025 je postal zaslužni raziskovalec ZRC SAZU.